# Вінгард
Вінгард (рум. Vingard) — село у повіті Алба в Румунії. Входить до складу комуни Шпрінг.
Село розташоване на відстані 254 км на північний захід від Бухареста, 14 км на південний схід від Алба-Юлії, 85 км на південь від Клуж-Напоки, 149 км на захід від Брашова.

## Населення
За даними перепису населення 2002 року у селі проживали 612 осіб.
Національний склад населення села:
| Національність | Кількість осіб | Відсоток |
| -------------- | -------------- | -------- |
| румуни         | 520            | 85,0%    |
| цигани         | 71             | 11,6%    |
| німці          | 21             | 3,4%     |

Рідною мовою назвали:
| Мова      | Кількість осіб | Відсоток |
| --------- | -------------- | -------- |
| румунська | 591            | 96,6%    |
| німецька  | 21             | 3,4%     |